# Баснер, Елена Вениаминовна
Еле́на Вениами́новна Ба́снер (род. 16 июня 1956, Ярославль) — советский и российский искусствовед, специалист по российскому и советскому искусству первой трети XX века, исследователь творчества Казимира Малевича и Наталии Гончаровой.

## Биография
Елена Баснер родилась 16 июня 1956 года в Ярославле в семье композитора Вениамина Ефимовича Баснера и Нины Ефимовны Баснер.
В 1978 году окончила факультет теории и истории искусства Ленинградского института живописи, скульптуры и архитектуры.
В 1978—2003 годах работала в Государственном Русском музее; была научным сотрудником отдела живописи второй половины XIX—XXI веков. Куратор многих выставок, в том числе: «Казимир Малевич» (1988), «Давид Бурлюк» (1995), «Казимир Малевич в Русском музее» (2000), «Русский футуризм» (2000), «Наталия Гончарова. Годы в России» (2002).
В 1999 году защитила диссертацию на соискание ученой степени кандидата искусствоведения по теме «Живопись К. С. Малевича позднего периода. Феномен реконструкции художником своего творческого пути». Именно Баснер, развив идею американской исследовательницы Шарлотты Дуглас о необходимости пересмотра системы авторских датировок, расшифровала предпринятую Малевичем мистификацию, обосновала и закрепила убедительную реальную хронологию.
С 2004 по 2007 год — научный сотрудник Государственного музея истории Санкт-Петербурга. Один из авторов концепции и создатель Музея петроградского авангарда («Дом Матюшина», филиал Государственного музея истории Санкт-Петербурга).
С 2006 года по настоящее время — эксперт аукционного дома Bukowskis.

### «Дело Баснер»
Дело Баснер — уголовное делопроизводство (2012—2015) и судебный процесс (2015—2016) по обвинению Елены Баснер в мошенничестве при продаже в июле 2009 года поддельного рисунка художника Бориса Григорьева «Парижское кафе».
Уголовное дело было возбуждёно 5 июля 2012 года по признакам преступления предусмотренного ч. 4 ст. 159 УК РФ, а именно: мошенничество в особо крупном размере в составе организованной преступной группы. Расследование осуществлялось 2-м следственным отделом 1-го управления по расследованию особо важных дел ГСУ СК РФ по Санкт-Петербургу. Оперативное сопровождение уголовного дела осуществляли сотрудники 9-го («антикварного») отдела УУР ГУ МВД России по СПб и ЛО. Уголовное дело слушалось с 11 февраля 2015 по 11 мая 2016 года в Дзержинском районном суде Санкт-Петербурга судьёй Анжеликой Морозовой. 17 мая 2016 года Елена Баснер была оправдана по обвинению в совершении преступления в связи с отсутствием в её действиях состава инкриминируемого ей преступления на основании п. 2 ч. 1 ст. 24 УПК РФ.